# Theo Jansen

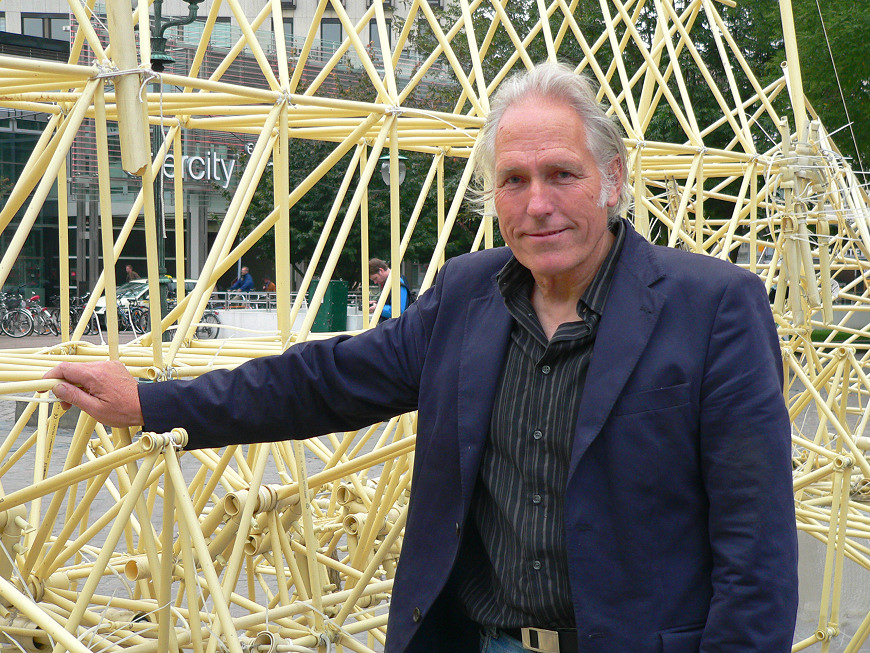
Theo Jansen

Theo Jansen, född 17 mars 1948 i Haag, är en nederländsk konstnär, bland annat känd för sina mekaniska skulpturer.

## Strandbeest
Jansens mest uppmärksammade projekt som han ägnat sig åt de senaste 15 åren är hans strandmonster eller strandbeest på nederländska. Dessa är byggda av plaströr och andra lättillgängliga material och tar sig fram på stränderna drivna enbart av vinden, alltså helt utan motorer. Vissa arter av hans stranddjur besitter viss intelligens. De kan bland annat vända håll om de börjar gå ner i vattnet, eller förankra sig i sanden om det börjar blåsa kraftigt. Deras "hjärnor" består endast av plaströr, slangar, plastflaskor och buntband. Ingen form av elektronik används alltså för att de ska kunna "tänka" utan allt sker mekaniskt.
Djuren har väldigt speciella, oerhört effektiva ben som rör sig väldigt organiskt.

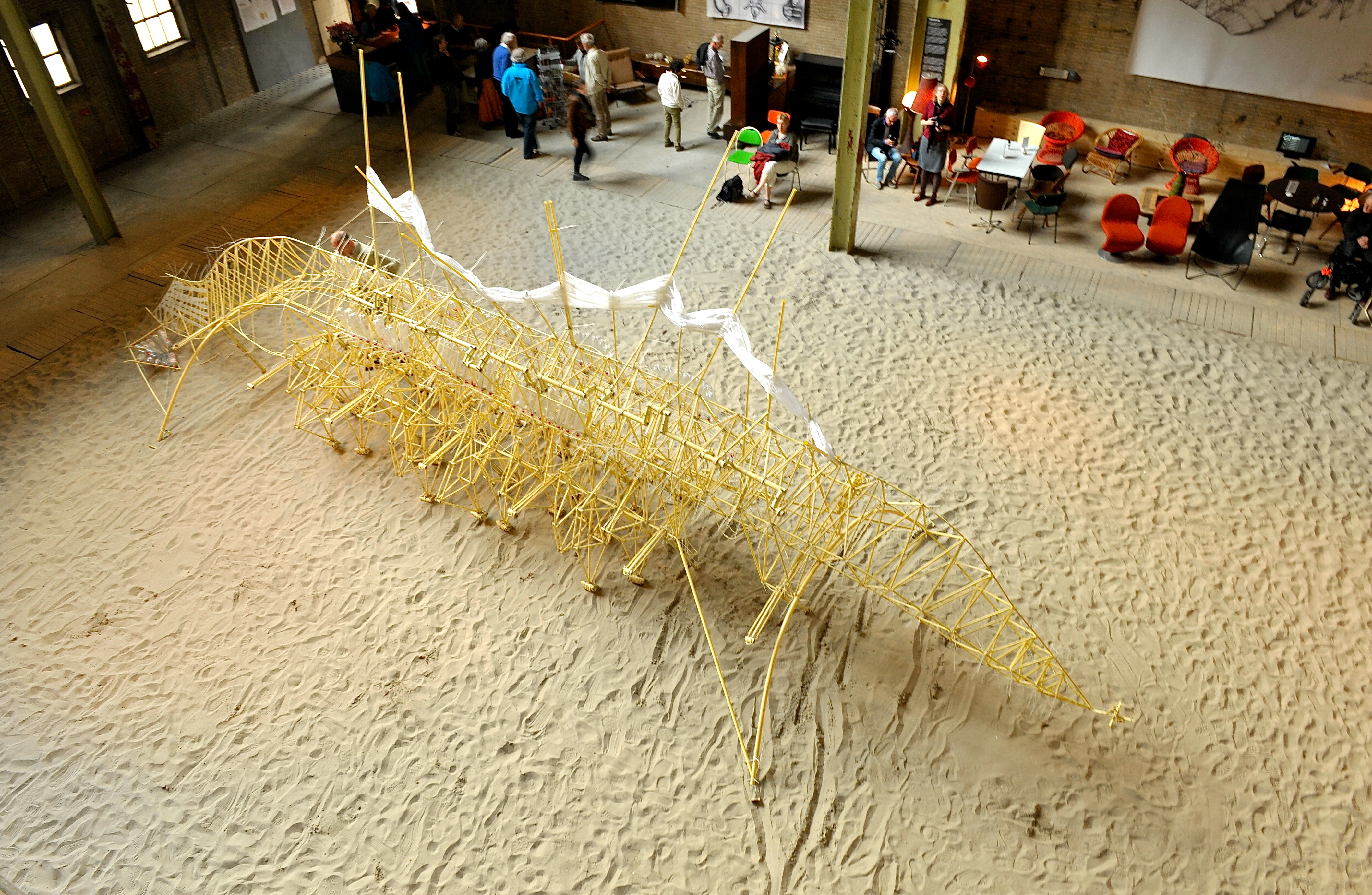
En strandbeest